# Bruno Stagno Ugarte

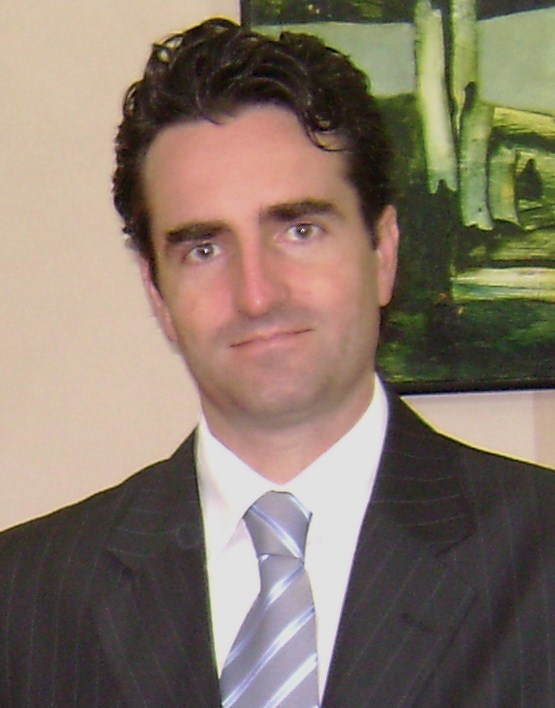
Bruno Stagno Ugarte

Bruno Stagno Ugarte (Parijs, 8 april 1970) is een Costa Ricaans diplomaat en politicus.

## Biografie
Stagno Ugarte studeerde van 1988 tot 1992 politicologie aan de School of Foreign Service van de  Georgetown University, die hij met een bachelorgraad afsloot. Aansluitend studeerde hij aan de universiteit van Paris III (Université Sorbonne-Nouvelle) waar hij in 1994 een mastergraad behaalde in politieke sociologie. Later, in 2001, sloot hij een vervolgstudie af aan de  Woodrow Wilson School van de Princeton University met een mastergraad in politicologie.
Na terugkeer in Costa Rica trad hij in diplomatieke dienst. Van 1994 tot 1998 was hij algemeen consul voor de ambassade in Frankrijk. Daarna vervulde hij verschillende andere functies voor het ministerie van buitenlandse zaken. Van 1998 tot 2002 vervulde hij een functie als kabinetschef van de minister van buitenlandse zaken, Roberto Rojas López.
In een nevenfunctie werkte hij vanaf 1999 aan de Universidad Latina en daarna van 2001 tot 2002 als professor politicologie aan de Universidad de Costa Rica (UCR).
In 2002 werd hij vaste vertegenwoordiger (ambassadeur) bij de Verenigde Naties in New York. Van 2005 tot 2008 was hij voorzitter van de Assembly of the States Parties van het Internationaal Strafhof in Den Haag.